# Politický systém Belgie
Belgické království je federativní konstituční monarchie s parlamentní formou vlády. Král je hlava státu a premiér je hlava vlády. Belgický federální parlament je bikamerální, skládá se ze Sněmovny reprezentantů jako dolní komory a Senátu jako komory horní. Dolní komora má 150 členů. Horní komora má 71 členů, dle ústavy 41 senátorů představuje a zastupuje zájmy vlámské jazykové komunity, 29 senátorů reprezentuje zájmy francouzské jazykové komunity a 1 senátor zastupuje německou jazykovou komunitu.
Belgie je členem Severoatlantická aliance, Evropské unie, Mezinárodního měnového fondu a Organizace pro hospodářskou spolupráci a rozvoj.